# Diidromacarpina
La diidromacarpina è un alcaloide diidrobenzofenantridinico.